# 張春兒
张春儿，元朝女性人物，叶县军士李青之妻。
李青临阵负伤，回到家，说：“我不行了，你可再嫁其他人。”张春儿截断头发说：“妾生寒门，颇晓大义，你不用疑虑。”李青死后，张春儿大哭，垢面流血。之后让工匠制造大棺，将丈夫的衣服都放进去。工匠听话照做。将敛葬，张春儿在庭下自缢。家人于是将二人一起殡葬。 